# Nothochrysa californica
Nothochrysa californica är en insektsart som beskrevs av Banks 1892. Nothochrysa californica ingår i släktet Nothochrysa och familjen guldögonsländor. Inga underarter finns listade i Catalogue of Life.